# اوبیخی
زبان اوبیخی یک زبان قفقازی از خانواده زبان‌های قفقازی شمالی و گروه زبان‌های قفقازی شمال غربی است که تا پایان قرن پیش نیز در کشور ترکیه تکلم می‌شد. این زبان امروزه از میان رفته است.

## ریشه زبان اوبیخی
اوبیخی یک زبان پیوندی است که از زبان نیا قفقازی ریشه گرفته‌است. این زبان با زبان‌های آدیغی، کاباردی و آبخازی هم‌ریشه است.

## پراکندگی گویشوران
اوبیخ‌ها از اهالی قفقاز بودند که در کناره دریای سیاه و منطقه سوچی به‌سر می‌بردند. در سال ۱۸۶۴ اوبیخ‌ها توسط روس‌ها از سرزمین پدری خود رانده شدند و پس از آن طی یک مهاجرت اجباری به سرزمین‌های امپراتوری عثمانی پناهنده شده و در مناطق غربی آن ساکن شدند.

## پدیده مرگ زبان اوبیخی
طی سال‌ها زندگی در آن‌جا بسیاری واژگان از زبان‌های چرکسی و ترکی استانبولی وارد زبان آنان شد و در نهایت در سال ۱۹۹۲ بدنبال مرگ توفیق اسنچ که آخرین گویشور اوبیخی ترکیه بود پرونده این زبان بسته شد و زبان اوبیخی با پدیده مرگ زبان از صحنه زبان‌های جهان کنار رفت. پیش از مرگ اسنچ، بسیاری از زبانشناسان نظیر گئورگس چاراچیدزه، ژرژ دومزیل و هانس ووخت شمار زیادی از واژگان این زبان را جمع آوری کرده و ضمن ثبت این زبان پرونده‌های صوتی متعددی را از این آخرین گویشور اخذ کرده بودند. امروزه زبان اوبیخ‌های ترکیه ترکی استانبولی است.

## نوشتار اوبیخی
زبان اوبیخی هیچگاه مکتوب نشد و همیشه در حد زبان محاوره بود. با این حال ژرژ دومزیل الفبایی برای این زبان ترتیب داد و به توفیق اسنچ نیز آن را آموخت تا زبان مادری خود را به آن بنویسد و برای همین زبان اوبیخی در مقام زبان‌های مکتوب از میان رفت. از زبان اوبیخی هیچ متن یا دست نوشته‌ای هیچگاه یافت نشده اما در کتاب سیاحت نامه اولیا چلبی و نیز در کتاب حماسه نرت واژگان و جملات اوبیخی گاهی نقل شده‌است.